# Кейси Шърман
Кейси Шърман (на английски: Casey Sherman) е американски разследващ журналист, сценарист и писател на бестселъри в жанра трилър и документалистика.

## Биография и творчество
Кейси Шърман е роден на 19 януари 1969 г. в Хаянис, Масачузетс, САЩ. Има ирландски произход. През 1988 г. завършва Академия „Фрийбург“, а през 1992 г. журналистика и история в Бостънския университет.
След дипломирането си работи като разследващ журналист и продуцент на новините в телевизия WBZ-TV. Като такъв през 2001 г. прави ново разследване на убийството на леля си, което по-късно публикува през 2003 г. в първата си документална книга „A Rose for Mary: The Hunt for the Real Boston Strangler“ (Роза за Мери: Издирването на истинския Бостънски удушвач). Книгата става бестселър и го прави известен.
През 2007 г. е издадена документалната му книга „Часът на героите“. През зимата, на 18 февруари 1952 г., Нова Англия е връхлетяна от мощна буря. Два петролни танкера, „Пенделтън“ и „Форт Мърсър“ край Кейп Код се прекършват надве, оставяйки десетки мъже на съдбата им в океана. Местната група спасители се отправя в мразовития Атлантика в една от най-героичните спасителни операции в историята. Книгата става международен бестселър. През 2016 г. по нея е направен едноименния филм с участието на Крис Пайн, Кейси Афлек, Ерик Бана и Бен Фостър.
През 2007 г. е публикуван трилърът му „Black Irish“, а през 2008 г. и продължението му „Black Dragon“. През 2009 г. напуска работата си и се посвещава на писателската си кариера.
Освен като писател е работил като редактор и писател за списание „Бостън“, пише и за „Ескуайър“, „Фокс Нюз“, и др. издания. От 2011 г. е президент на клона в Кейп Код на компанията за медийни услуги „Regan Communications“ – „Regan Marketing“.
Кейси Шърман живее със семейството си в района на Бостън.

## Произведения

### Самостоятелни книги
- A Rose for Mary: The Hunt for the Real Boston Strangler (2003)
- Search for the Strangler: My Hunt for Boston's Most Notorious Killer (2005)
- The Finest Hours: The True Story Behind the US Coast Guard's Most Daring Rescue (2007) – с Майкъл Туджиъс
Часът на героите, изд. „Пробук“, София (2015), прев. Боряна Борисова
- Animal: The Bloody Rise and Fall of the Mob's Most Feared Assassin (2013)
- The Way Back Esquire (2014)
- Boston Strong: A City's Triumph over Tragedy (2015)

### Серия „Ирландско черно“ (Black Irish)
1. Black Irish (2007)
2. Black Dragon (2008)
3. Bad Blood: Freedom and Death in the White Mountains (2009)

### Екранизации
- 2016 Часът на героите, The Finest Hours